# Sankt Nikolai metropolitkyrka, Volos
Sankt Nikolai metropolitkyrka är en grekisk-ortodox kyrkobyggnad belägen i den centrala delen av staden Volos, i kommunen Dimos Volos i regionen Magnesien, i centrala Grekland.
Kyrkan är helgad åt helgonet Sankt Nikolaus.

## Historik

### Tidigare kyrka
Tidigare stod det en annan kyrka på samma plats, men som brann ner den 21 juni 1898.

### Nuvarande kyrkan
Den nuvarande kyrkan började byggas den 9 december 1928 och invigdes den 2 december 1934 enligt ritningar av arkitekt Aristotelis Zachos.
Klocktornet, som är byggt i barockstil, uppfördes mellan 1886 och 1890 av italienska hantverkare efter ritningar av den italienske ingenjören Evaristo De Chirico.
År 1980 skadades kyrkan allvarligt i en jordbävning, vilket ledde till att den restaureras 1999.

## Bilder

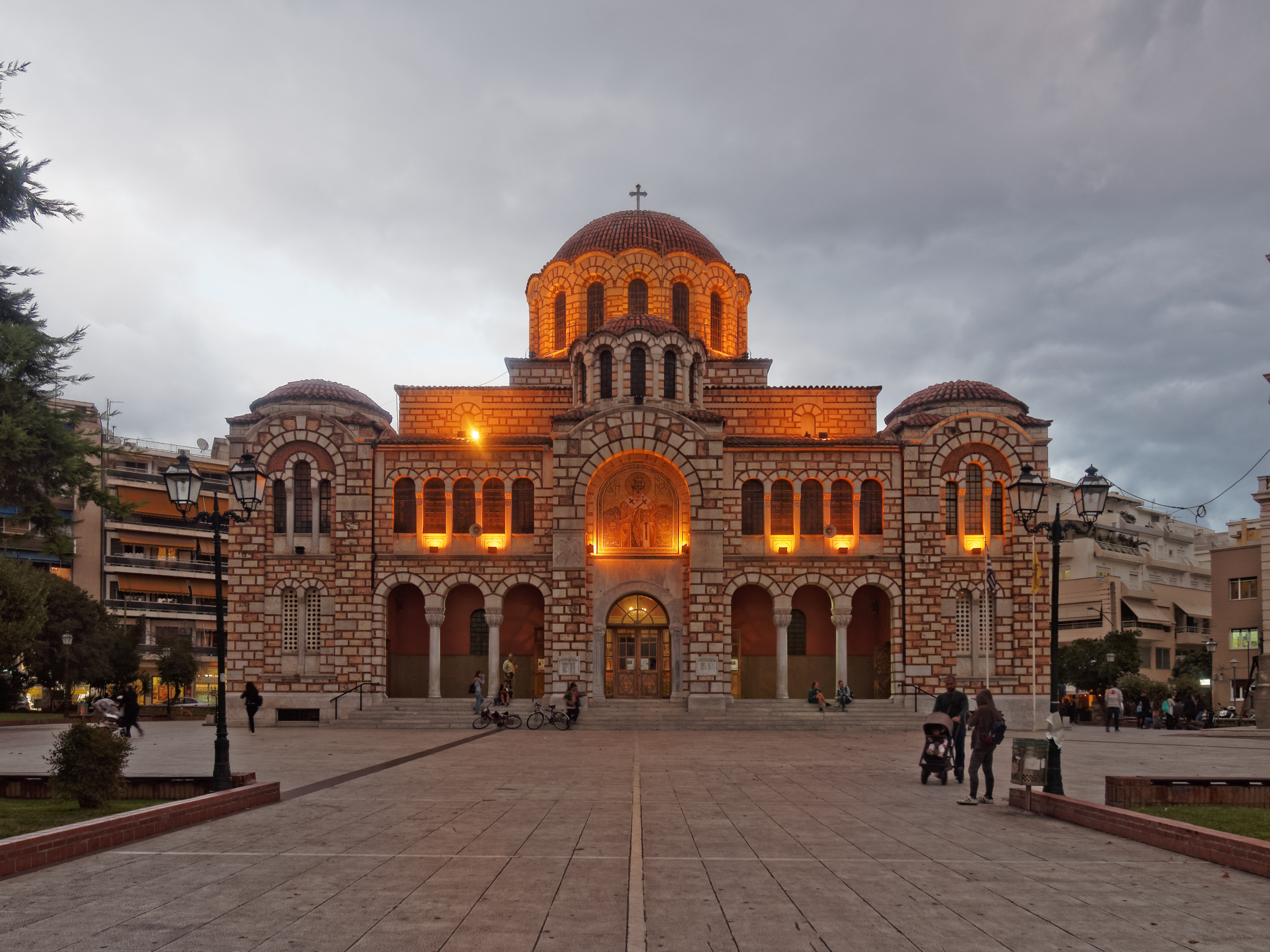
Kyrkan under kvällstid.
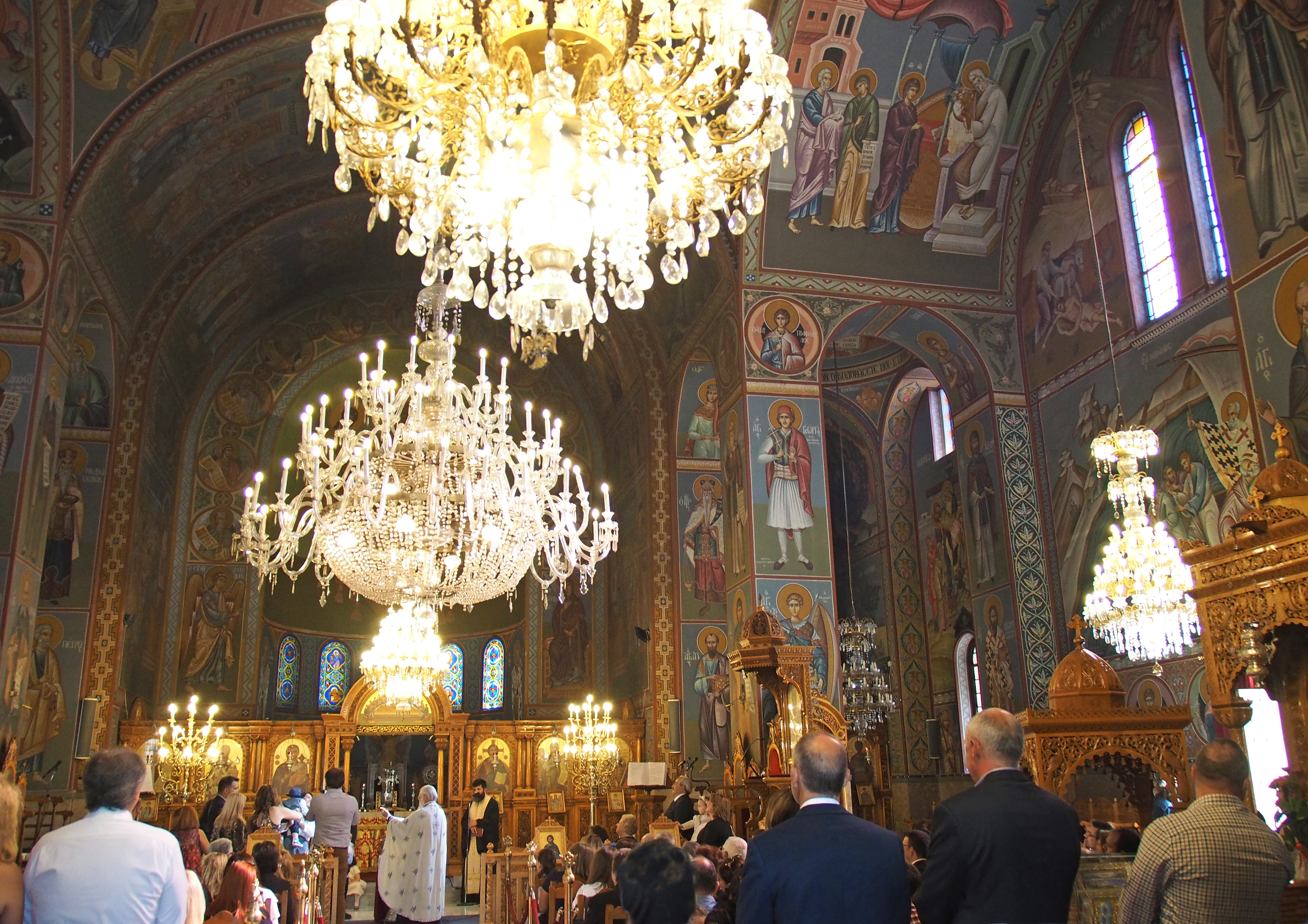
Kyrkans interiör mot ikonostasen.